# Los querendones
Los Querendones (internacionalmente como Sueño con tu amor; en inglés como The Irresistible) es una telenovela venezolana producida y transmitida por la cadena Venevisión en el año 2006, y escrita por Carlos Pérez Ortega.
Protagonizada por Fabiola Colmenares y Jorge Reyes con las participaciones antagónicas de Crisol Carabal, Miguel de León y Flor Elena González. Además contó con las actuaciones estelares de los primeros actores, Amanda Gutiérrez, Carlos Olivier, Roberto Lamarca y Gigi Zanchetta. Con la participaciones especiales de Guillermo Dávila y Loly Sánchez.  La telenovela es retransmitida nuevamente pero bajo el horario de las 1:00 p. m. desde el 24 de julio de 2018.

## Sinopsis
La Dra. Gloria Miralles es millonaria, arrogante y se siente sumamente sola, casi al punto de la amargura. A pesar de su enorme riqueza material y éxito profesional, se considera muy pobre en todos los otros aspectos de su vida. La profesora Fe Quintero, por el contrario, trabaja duramente para ayudar a sus padres con los gastos de la casa, pero lo que le falta en lujo y comodidades está más que compensado por una abundancia de amor. A diferencia de Gloria, el carácter cálido, dulce y sociable de Fe le ha ganado el cariño sincero de todos los que la rodean, y sus padres, aunque no pueden darle mucho en cuanto a posesiones materiales, la han colmado de inagotable afecto y estabilidad. 
Lo que falta en la vida de Fe, equiparándola con Gloria, es el amor de un hombre. Ninguna de las dos tiene una relación estable, hasta que Fe conoce a Sergio Grimán.
Sergio, un brillante asistente legal, aparece en la vida de Fe el mismo día en que las cartas Tarot le vaticinan la llegada de su príncipe azul. Aficionada a todo lo esotérico y “New Age”, la muy espiritual Fe está convencida de que Sergio es su alma gemela, y queda irremediablemente cautivada por la personalidad juguetona, alegre, adorable y optimista del chico. El sentimiento es mutuo, pues para Sergio, conocer a Fe fue amor a primera vista. 
Ahora locamente enamorada y radiante de felicidad, Fe sin querer desata la ira y envidia de Gloria. Después de haber pasado toda la vida cumpliendo el mandato de su madre de ser buena y caritativa con Fe, la hija del chofer de la familia Miralles, Gloria no acepta que su amiga pobretona encuentre la felicidad mientras que ella sigue sin suerte en el amor. Por eso concentra sus energías en sabotear el romance de Fe de cualquier forma posible, incluso tratando de seducir al buenazo de Sergio ella misma. Las cosas se ponen más intensas cuando Gloria descubre la verdadera razón por la que su madre moribunda ha ayudado tanto a Fe todos estos años: Fe y Gloria son medio hermanas. Horrorizada, Gloria se jura que Fe nunca sabrá esto, ni recibirá la enorme herencia que su madre le ha destinado. Mientras tanto, Fe se pregunta temerosa por qué todos sus recursos esotéricos Tarot, cartas astrales, premoniciones le advierten de un peligro inminente. Y por qué lo que empezó como el amor perfecto está deteriorándose… Sin imaginarse que su enemiga más feroz se esconde detrás de una fachada de lealtad: su mejor amiga, Gloria.

## Elenco
- Fabiola Colmenares - María de la Fe Quintero Ruiz
- Jorge Reyes - Sergio Grimán Adriani
- Crisol Carabal - Gloria Miralles
- Miguel de León - Valentín Alcántara
- Amanda Gutiérrez - Piedad Ruiz de Quintero
- Carlos Olivier † - Erasmo Grimán
- Karl Hoffman - Armando Montilla
- Flor Elena González - Esther Miralles
- Juan Carlos Vivas - Elias Grimán Adriani
- Gigi Zanchetta - Caridad Arriechi
- Roberto Lamarca † - Encarnación "Chón" Quintero
- Loly Sánchez - Alicia Vda. de Miralles
- Bebsabé Duque - Niurka Higuera
- Reina Hinojosa - Berta Ortíz
- Judith Vásquez - Eusebia Martínez
- Amilcar Rivero - Inocencio Ruiz
- Claudia La Gatta - Milady Castillo
- José Torres - Media Chola
- Reinaldo José Pérez - Pantaleón Burguillos
- Patricia Oliveros
- José Manuel Suárez - Luis "Luisito" Arriechi
- Yenny Valdéz
- Erika Schwarzgruber - Barbarita Ortíz
- Tania Sarabia - Rafaela "Fela" Palacios
- Valentina de Abreu - Angelucha Garrido Fuenmayor
- Henry Rodríguez
- José Luis Zuleta
- Elio Pietrini
- Rodrigo González - Alejandrito Grimán Adriani
- Joseph de Abreu - Angelucha
- Guillermo Dávila - Tico
- Francisco Ferrari -
- Erika Medina -

## Premios

### Mara de Oro Internacional2006
- Mejor telenovela por excelencia

## Cronología
| Predecesor: Se solicita príncipe Azul | Telenovela Estelar de Venevisión 9pm 14 de febrero de 2006 - 24 de julio de 2006 | Sucesor: Ciudad Bendita |